# Баллантайн, Скотт
Скотт Гленн Баллантайн (англ. Scott Glenn Ballantine; 12 апреля 1996, Гибралтар) — гибралтарский футболист, полузащитник клуба «Бруно’с Мэгпайс» и сборной Гибралтара.

## Биография

### Клубная карьера
Профессиональную карьеру начинал в 2013 году в составе клуба «Манчестер 62». В сезоне 2015/16 находился в составе «Линкольн Ред Импс», но за основной состав не играл. Затем провёл два года в английском клубе «Тим Нортумбрия», представляющем Нортумбрийский университет, и помог команде перейти из десятого дивизиона в девятый. В 2018 году вернулся в Гибралтар, отыграл сезон за «Гибралтар Феникс». В 2019 году вернулся в «Манчестер 62», где вскоре стал капитаном. В январе 2023 года был взят в аренду до конца сезона в «Бруно’с Мэгпайс», с которым завоевал Кубок Гибралтара. Летом того же года подписал с командой полноценный контракт.

### Карьера в сборной
Впервые был вызван в основную сборную Гибралтара ещё в 2014 году на товарищеский матч со сборной Мальты. В 2015 году сыграл в трёх неофициальных матчах сборной в рамках Островных игр, занял с командой 10 место. С 2018 года периодически попадал в заявку сборной на официальные встречи, но на поле долгое время не выходил. Дебютировал 19 июня 2023 года в матче отборочного турнира чемпионата Европы 2024 со сборной Ирландии (0:3), в котором вышел на замену на 73-й минуте вместо Итана Бритто.

## Достижения
«Бруно’с Мэгпайс»
- Обладатель Кубка Гибралтара: 2023